# Nick Paul
Nicholas "Nick" Paul, född 20 mars 1995, är en kanadensisk professionell ishockeyforward som spelar för Tampa Bay Lightning i NHL.
Han har tidigare spelat för Ottawa Senators i NHL; Binghamton Senators och Belleville Senators i AHL samt Brampton Battalion och North Bay Battalion i OHL.
Paul draftades av Dallas Stars i fjärde rundan i 2013 års draft som 101:a spelare totalt.

## Statistik
| 2010–2011  | Mississauga Senators U16 | GTHL       | 37  | 14 | 11 | 25  | 12  | —  | —  | —  | —  | —  |
| 2011–2012  | Mississauga Reps U18     | GTHL       | 33  | 25 | 32 | 57  | —   | —  | —  | —  | —  | —  |
|            | Mississauga Reps U18     |            | 63  | 48 | 60 | 108 | —   | —  | —  | —  | —  | —  |
|            | Mississauga Chargers     | OJHL       | 9   | 3  | 2  | 5   | 4   | —  | —  | —  | —  | —  |
| 2012–2013  | Brampton Battalion       | OHL        | 66  | 12 | 16 | 28  | 21  | 5  | 0  | 1  | 1  | 0  |
| 2013–2014  | North Bay Battalion      | OHL        | 67  | 26 | 20 | 46  | 39  | 22 | 12 | 6  | 18 | 10 |
| 2014–2015  | North Bay Battalion      | OHL        | 58  | 37 | 29 | 66  | 49  | 15 | 7  | 8  | 15 | 6  |
| 2015–2016  | Ottawa Senators          | NHL        | 24  | 2  | 3  | 5   | 6   | —  | —  | —  | —  | —  |
|            | Binghamton Senators      | AHL        | 45  | 6  | 11 | 17  | 10  | —  | —  | —  | —  | —  |
| 2016–2017  | Ottawa Senators          | NHL        | 1   | 0  | 0  | 0   | 0   | —  | —  | —  | —  | —  |
|            | Binghamton Senators      | AHL        | 72  | 15 | 22 | 37  | 30  | —  | —  | —  | —  | —  |
| 2017–2018  | Ottawa Senators          | NHL        | 11  | 1  | 0  | 1   | 0   | —  | —  | —  | —  | —  |
|            | Belleville Senators      | AHL        | 54  | 14 | 13 | 27  | 40  | —  | —  | —  | —  | —  |
| 2018–2019  | Ottawa Senators          | NHL        | 20  | 1  | 1  | 2   | 4   | —  | —  | —  | —  | —  |
|            | Belleville Senators      | AHL        | 43  | 16 | 23 | 39  | 29  | —  | —  | —  | —  | —  |
| 2019–2020  | Ottawa Senators          | NHL        | 56  | 9  | 11 | 20  | 24  | —  | —  | —  | —  | —  |
|            | Belleville Senators      | AHL        | 3   | 1  | 3  | 4   | 0   | —  | —  | —  | —  | —  |
| 2020–2021  | Ottawa Senators          | NHL        | 56  | 5  | 15 | 20  | 19  | —  | —  | —  | —  | —  |
| 2021–2022  | Ottawa Senators          | NHL        | 59  | 11 | 7  | 18  | 22  | —  | —  | —  | —  | —  |
|            | Tampa Bay Lightning      | NHL        | 21  | 5  | 9  | 14  | 17  | 23 | 5  | 4  | 9  | 6  |
| 2022–2023  | Tampa Bay Lightning      | NHL        | 80  | 17 | 15 | 32  | 33  | 6  | 1  | 0  | 1  | 2  |
| NHL totalt | NHL totalt               | NHL totalt | 328 | 51 | 61 | 112 | 125 | 29 | 6  | 4  | 10 | 8  |
| AHL totalt | AHL totalt               | AHL totalt | 217 | 52 | 72 | 124 | 109 | —  | —  | —  | —  | —  |
| OHL totalt | OHL totalt               | OHL totalt | 191 | 75 | 65 | 190 | 14  | 42 | 19 | 15 | 34 | 16 |

### Internationellt
| Källa: Uppdaterad: 2023-06-03 | Källa: Uppdaterad: 2023-06-03 | Källa: Uppdaterad: 2023-06-03 |         | Utv = Utvisningsminuter | Utv = Utvisningsminuter | Utv = Utvisningsminuter | Utv = Utvisningsminuter | Utv = Utvisningsminuter |
| År                            | Lag                           | Mästerskap                    | Matcher | Mål                     | Assists                 | Poäng                   | Utv                     |                         |
| ----------------------------- | ----------------------------- | ----------------------------- | ------- | ----------------------- | ----------------------- | ----------------------- | ----------------------- | ----------------------- |
| 2015                          | Kanada                        | JVM                           | 7       | 3                       | 0                       | 3                       | 2                       |                         |
| 2021                          | Kanada                        | VM                            | 10      | 2                       | 2                       | 4                       | 4                       |                         |
| Junior totalt                 | Junior totalt                 | Junior totalt                 | 7       | 3                       | 0                       | 3                       | 2                       |                         |
| Senior totalt                 | Senior totalt                 | Senior totalt                 | 10      | 2                       | 2                       | 4                       | 4                       |                         |